# Divus bipunctatus
Divus bipunctatus är en insektsart som beskrevs av Melichar 1903. Divus bipunctatus ingår i släktet Divus och familjen dvärgstritar. Inga underarter finns listade i Catalogue of Life.